# Dicranomyia (Caenolimonia) galbipes
Dicranomyia (Caenolimonia) galbipes is een tweevleugelige uit de familie steltmuggen (Limoniidae). De soort komt voor in het Neotropisch gebied.